# 染色分体

染色体の構造
(1) 染色分体
(2) セントロメア
(3) 短腕
(4) 長腕

染色分体（せんしょくぶんたい、Chromatid）は、染色体を構成する構造の一つ。染色分体上には塩基配列でコードされた遺伝情報が乗っており、遺伝情報も全く同一の染色分体が2本連なって染色体を構成している。2本の染色分体はセントロメアという構造によって結合している。通常、染色分体2本で染色体を構成しているが、体細胞分裂後期・第二減数分裂後期にはそれぞれの染色分体が分離し、2つの娘細胞に1本ずつ移動する。この時分離したそれぞれの染色分体のことは、特に姉妹染色分体と呼んで区別する。
例えば、ヒトの体細胞の染色体数は2n=46として知られ体細胞分裂直前では1つの細胞につき46本の染色体（つまり92本の染色分体）を持っているが、体細胞分裂によって2つの「染色分体を46本持った体細胞」となる。このままでも十分細胞としての機能は果たすが、細胞周期でいうDNA複製期（S期）になると46本の染色分体それぞれでDNA複製が起き、92本の染色分体となる。複製の過程で同一の染色分体はセントロメアで結合するため、S期を終えると細胞が46本の染色体を持っているのが観察できる。（なお、通常の観察下では分裂期以外では染色体を正確に観察することは非常に困難である）
なお、神経組織や筋肉組織に属す細胞は細胞周期がG0期で停止しているものも多く、例えばヒトの場合それらの細胞の核内では「Ｘ」の形をした染色体は存在せず、「棒」状の染色分体が46本存在するのみである。そして、それらの染色体は同一の番号であっても、長さが違う場合がある。

## 染色分体異常
染色体異常は、体細胞分裂時などに染色体が正常に複製されないことを指すが、その中でもDNAが複製されて染色体が2本の腕を持っている状態の時に、染色分体の構造に異常が起きることを、特に染色分体異常として区別することがある